# Hynčice
Hynčice (deutsch Heinzendorf) ist eine Gemeinde in Tschechien. Sie liegt drei Kilometer östlich von Meziměstí am Fluss Steine und gehört zum Okres Náchod.

## Geographie

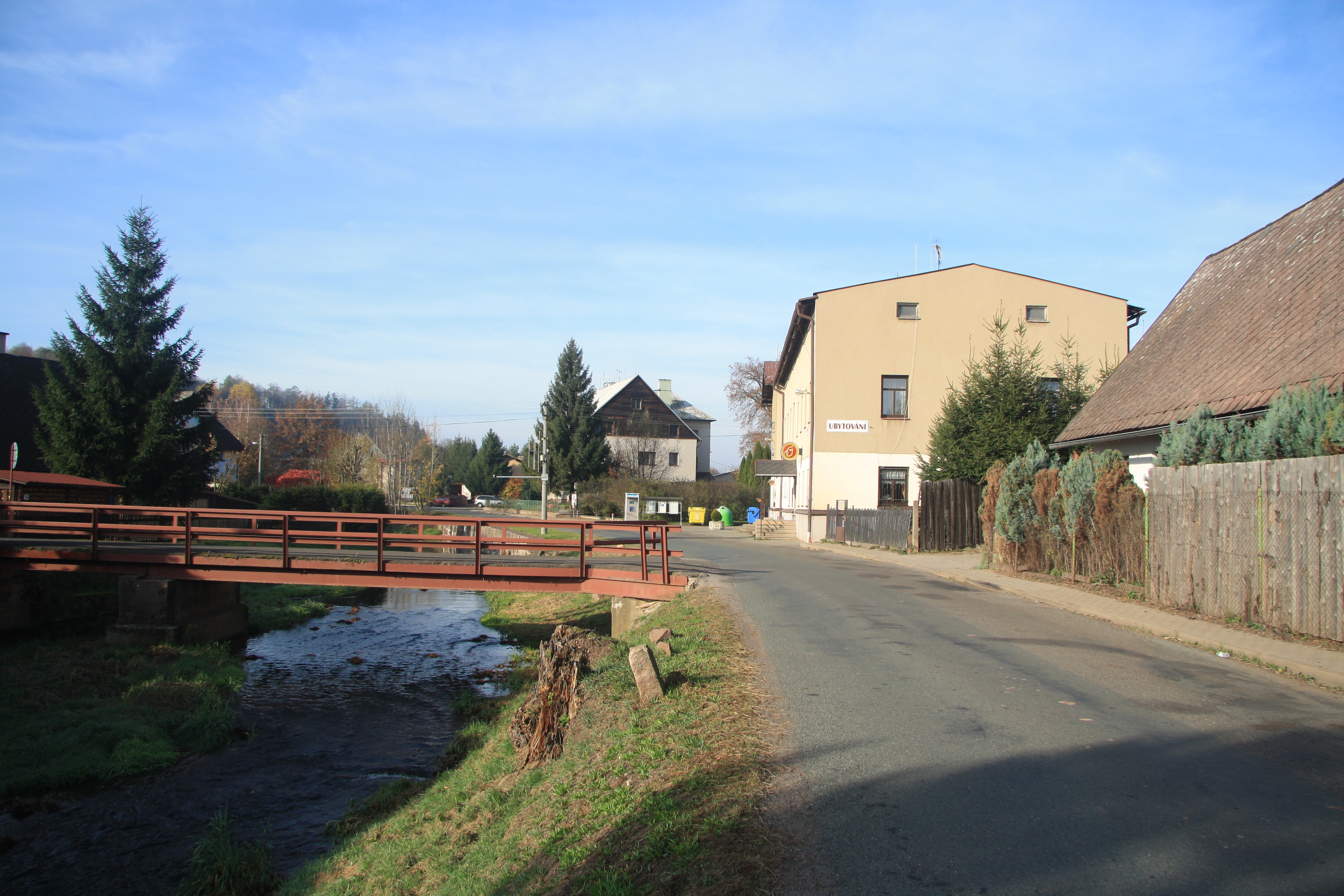
Hynčice

Das Dorf befindet sich in 416 m ü. M. im Braunauer Bergland zwischen den Ausläufern des Falkengebirges und Heidelgebirges. Nachbarorte sind Meziměstí im Westen, Ruprechtice im Nordwesten, Heřmánkovice im Osten, Hejtmánkovice im Süden sowie Jetřichov im Südwesten.

## Geschichte
Im Zuge der Urbarmachung des Gebietes durch das Kloster Břevnov erhielten Kolonisten im Jahre 1255 ein kleineres Waldstück an der Steine. Der erste schriftliche Nachweis über Hayniczdorf findet sich 1393 im Urbar des Klosters Braunau. Das Dorf gehörte zum Klosterbesitz, seine Bewohner lebten von der Land- und Forstwirtschaft, seit dem 19. Jahrhundert vor allem von der Flachs- und Leineweberei sowie der Forellenzucht im Fluss. 
Ab 1850 bildete Heinzendorf einen Ortsteil der Gemeinde Dittersbach im Gerichtsbezirk Braunau. 1868 wurde Heinzendorf dem Bezirk Braunau zugeordnet. Im selben Jahr löste sich das Dorf von Dittersbach los und bildete eine eigene Gemeinde. 1875 nahm die durch das Steinetal führende Lokalbahn Halbstadt - Mittelsteine den Verkehr auf. Dadurch siedelten sich Industriebetriebe an.
1892 errichtete Anselm Heinzel eine mechanische Weberei, die 1918 auf 352 Webstühle angewachsen war. Die Firma betrieb in Dittersbach seit 1879 eine Färberei, die zu Beginn des 20. Jahrhunderts die größte der k.-u.-k.-Monarchie war. Für die Arbeiter und Angestellten des Unternehmens „Gebrüder Heinzel“ entstanden Wohnhäuser. Der Kalkabbau wurde um 1900 stillgelegt. 1930 lebten im Dorf 739 Menschen. 1948 wurde der Großgrundbesitz des Benediktinerstiftes Broumov enteignet. 1961 erfolgte die Eingemeindung nach Ruprechtice. Von 1986 bis 1991 war Hynčice ein Ortsteil von Meziměstí. Seit Anfang 1992 besteht die Gemeinde wieder.
Im Südwesten des Dorfes nahe Jetřichov befinden sich die Reste der Laudon-Kapelle, die zur Erinnerung an General Laudon errichtet worden war.

## Partnerorte
- Raszków und Suszyna (Gemeinde Radków), Polen[3]